# Clarence Bruce
Clarence Napier Bruce (ur. 2 sierpnia 1885 w Londynie, zm. 4 października 1957 w Jugosławii), brytyjski arystokrata i sportowiec, syn Henry’ego Bruce’a, 2. barona Aberdare i Constance Beckett, córki Hamiltona Becketta.
Wykształcenie odebrał w Winchester School, gdzie grał w uczelnianej drużynie krykieta i był jej kapitanem. Później uczył się na Uniwersytecie w Oksfordzie, gdzie w latach 1907–1908 grał w akademickiej drużynie krykieta, zdobywając 46 punktów. Grał również w golfa i tenisa. W tej ostatniej dyscyplinie zdobył w 1907 nagrodę w postaci srebrnej rakiety. W turnieju rozegranym w 1908 r. zajął trzecie miejsce. W 1911 r. rozpoczął praktykę adwokacką w Inner Temple. Bruce był utalentowanym sportowcem, ale rozwinięciu jego kariery przeszkodziła I wojna światowa. Bruce walczył w szeregach ochotników w Glamorgan, później był w sztabie 61 dywizjonu oraz regimentu karabinów maszynowych Gwardii (Guards Machine Guns Regiment). Wojnę ukończył w stopniu kapitana. W pierwszych miesiącach wojny zginął starszy brat Bruce’a, Henry. Tym samym Clarence został dziedzicem tytułu barona Aberdare.
Od 1919 r. Bruce grał w krykieta reprezentując drużynę Middlesex, w której grał już dwukrotnie w 1908 r. Jego najlepszym sezonem był sezon 1925 r., kiedy to zdobył 527 punktów w 19 występach. Swój najbardziej pamiętny mecz rozegrał 23 czerwca podczas meczu z drużyną Nottingham, kiedy to zdobył 103 punkty. Ten mecz jest uznawany za największy w historii krykietu w Middlesex. Karierę krykiecisty zakończył w 1929 r.
Bruce był również dobrym golfiarzem i tenisistą. Wygrywał zawody amatorskie w 1922 i 1931 oraz 10-krotnie wygrywał turnieje debla. W 1932 r. został mistrzem Wysp Brytyjskich, pokonując J.C.F. Simpsona. Był również indywidualnym mistrzem Kanady w latach 1928–1930, a w późniejszych latach wygrywał turnieje deblowe w Kanadzie i Stanach Zjednoczonych. Był mistrzem Stanów w tenisa w 1930 r. oraz mistrzem Anglii w 1932 i 1938 r. W turniejach tenisowych M.C.C. zdobywał regularnie złote lub srebrne medale. Znany był ze świetnej taktyki. W 1938 r. pokonał młodszego od siebie L. Leesa, mistrza od pięciu lat, 3-2 w półfinale, dwukrotnie przełamując set przeciwnika. Był również 6-krotnym zwycięzcą Coupe de Paris. W późniejszych latach napisał kilka podręczników do gry w tenisa.
Po śmierci ojca w 1929 r. odziedziczył tytuł barona Aberdare i zasiadł w Izbie Lordów. Rozpoczął też aktywniejszy udział w życiu publicznym kraju. W latach 1931–1946 był członkiem Miners’ Welfare Committee, którą to nominację zawdzięczał wieloletnim powiązaniom swojej rodziny z południowowalijskimi kopalniami. Wspierał również organizacje młodzieżowe, będąc od 1943 r. przewodniczącym National Association of Boys’ Clubs. Kolejną organizacją w której aktywnie uczestniczył był Queen’s Institute of District Nursing, którego został przewodniczącym w 1944 r. W lutym 1937 r. Oliver Stanley ogłosił powstanie Narodowej Rady Doradczej Rozwoju Fizycznego, której Aberdare był do 1939 r. przewodniczącym. Aberdare sprawdził się na tym stanowisku: był sprawnym organizatorem, stanowczym i skromnym. W 1938 r. wygłosił mowę, w której stwierdził, że jego największym marzeniem było danie każdemu szansy uczynienia z ciała instrumentu duszy.
W Walii kontynuował rodzinne tradycje wspierania Uniwersytetu Walijskiego. Był również przewodniczącym Narodowej Walijskiej Szkoły Medycznej. W 1953 r. otrzymał tytuł honorowego doktora prawa. W 1948 r. został przeorem walijskiego przeoratu Zakonu Św. Jana Jerozolimskiego. Podczas II wojny światowej służył w Home Guards i był honorowym pułkownikiem 77 ciężkiej brygady walijskiej. W 1949 r. został odznaczony Krzyżem Komandorskim Orderu Imperium Brytyjskiego, zaś w 1954 r. Krzyżem Wielkim tegoż Orderu.
W 1931 r. Aberdare dołączył do komitetu wykonawczego MKOl. Był obserwatorem olimpiad w Los Angeles, Berlinie, Londynie, Helsinkach i Melbourne. W 1957 r., wracając ze spotkania komitetu w Sofii, zginął w wypadku samochodowym na terenie Jugosławii. Jego pogrzeb odbył się 8 października 1957 r. w Mountain Ash, w hrabstwie Glamorgan.
12 grudnia 1912 r. poślubił Margaret Bethune Black (przed 1897 – 8 lutego 1950), córkę Adama Blacka i Mary Smith, córki Jamesa Smitha. Clarence i Margaret mieli razem dwóch synów i dwie córki:
- Morys George Lyndhurst Bruce (16 stycznia 1919 – 23 stycznia 2005), 4. baron Aberdare
- Nigel Henry Clarence Bruce (ur. 17 czerwca 1921), ożenił się z Catherine Wolfe, ma dzieci
- Rosalind Louise Balfour Bruce (ur. 11 listopada 1923), żona Benjamina Heywooda, ma dzieci
- Gwyneth Margaret Bruce (ur. 3 lipca 1928), żona Robina Andrew, ma dzieci

12 września 1957 r. poślubił Griseldę Harriet Violet Finettę Georginę Hervey (1 października 1901–1980), córkę Dudleya Herveya i Griseldy Campbell, córki pułkownika Edwarda Campbella, 2. baroneta.